# Orange (Texas)
Orange je město v okrese Orange County ve státě Texas ve Spojených státech amerických. S celkovou rozlohou 53,8 km² byla v roce 2000 hustota zalidnění 358,5 obyvatel na km². Je to nejvýchodnější město v Texasu. Nachází se na řece Sabine na hranici s Louisianou 182 kilometrů od Houstonu. V roce 2008 bylo těžce zasaženo hurikánem Ike.

## Demografie
Podle sčítání lidu z roku 2010 zde žilo 19 324 obyvatel.

### Rasové složení
- 60,9 % – Bílí Američané
- 33,2 % – Afroameričané
- 0,3 % – Američtí indiáni
- 1,7 % – Asijští Američané
- 0,0 % – Pacifičtí ostrované
- 1,9 % – Jiná rasa
- 2,0 % – dvě nebo více ras

Obyvatelé hispánského nebo latinskoamerického původu bez ohledu na rasu, tvořili 5,2 % populace.

## Podnebí
| Orange. Texas – podnebí     | Orange. Texas – podnebí | Orange. Texas – podnebí | Orange. Texas – podnebí | Orange. Texas – podnebí | Orange. Texas – podnebí | Orange. Texas – podnebí | Orange. Texas – podnebí | Orange. Texas – podnebí | Orange. Texas – podnebí | Orange. Texas – podnebí | Orange. Texas – podnebí | Orange. Texas – podnebí | Orange. Texas – podnebí |
| Období                      | leden                   | únor                    | březen                  | duben                   | květen                  | červen                  | červenec                | srpen                   | září                    | říjen                   | listopad                | prosinec                | rok                     |
| --------------------------- | ----------------------- | ----------------------- | ----------------------- | ----------------------- | ----------------------- | ----------------------- | ----------------------- | ----------------------- | ----------------------- | ----------------------- | ----------------------- | ----------------------- | ----------------------- |
| Nejvyšší teplota [°C]       | 26,7                    | 27,8                    | 30,6                    | 32,8                    | 35                      | 36,7                    | 40                      | 40,6                    | 37,2                    | 33,9                    | 30,6                    | 27,8                    | 40,6                    |
| Průměrné denní maximum [°C] | 14,9                    | 16,9                    | 21,2                    | 25,2                    | 28,6                    | 31,6                    | 33,1                    | 32,8                    | 30,7                    | 26,8                    | 21,6                    | 17,6                    | 25,1                    |
| Průměrná teplota [°C]       | 9,6                     | 10,9                    | 15,3                    | 19,8                    | 23,3                    | 26,4                    | 27,7                    | 27,3                    | 25,1                    | 20,4                    | 15,3                    | 11,7                    | 19,4                    |
| Průměrné denní minimum [°C] | 4,1                     | 5,1                     | 9,6                     | 14,4                    | 18                      | 21,2                    | 22,4                    | 21,9                    | 19,6                    | 14,1                    | 9,1                     | 5,7                     | 13,8                    |
| Nejnižší teplota [°C]       | −9,4                    | −6,1                    | −4,4                    | 1,1                     | 8,3                     | 11,1                    | 13,9                    | 14,4                    | 5,6                     | 1,7                     | −5                      | −11,7                   | −11,7                   |
| Průměrné srážky [mm]        | 124                     | 105                     | 90                      | 103                     | 131                     | 145                     | 151                     | 136                     | 155                     | 115                     | 113                     | 133                     | 1 501                   |
| Sněžení [cm]                | 2                       | 2                       | 0                       | 0                       | 0                       | 0                       | 0                       | 0                       | 0                       | 0                       | 0                       | 0                       | 4                       |
| Zdroj: Weatherbase          |                         |                         |                         |                         |                         |                         |                         |                         |                         |                         |                         |                         |                         |